# Вингард, Адам
Адам Вингард (англ. Adam Wingard; род. 3 декабря 1982, Ок-Ридж, Теннесси, США) — американский кинорежиссёр, продюсер, сценарист, монтажёр, оператор и композитор. Известен по работе над фильмами ужасов. Наиболее значимые работы Вингарда: фильмы «Тебе конец!» (2011), «Гость» (2014), «Тетрадь смерти» (2017), «Годзилла против Конга» (2021).
Вингард часто сотрудничает с такими людьми, как сценарист Саймон Барретт, режиссёры и актёры Джо Суонберг и Тай Уэст, актёры и актрисы Эй Джей Боуэн, Эми Сейметц и Кейт Лин Шейл.

## Биография
Адам Вингард родился 3 декабря 1982 года в Ок-Ридже, штат Теннесси, США. В 2002 году окончил Университет Фулл Сейл.
В 2014 году Вингард срежиссировал «Гость», премьера которого состоялась на кинофестивале «Сандэнс». Спустя два года он снял фильм ужасов в стиле псевдодокументалистики «Ведьма из Блэр: Новая глава» для студии Lionsgate.
В 2015 году Вингард подписал контракт на съёмки фильма «Тетрадь смерти», американской киноадаптации японской манги Death Note. Вышедший в 2017 году фильм получил смешанные отзывы, при этом критик из газеты The New York Times отметил, что режиссёр постарался сделать картину самобытной и отличной от оригинала. Авторы манги Цугуми Оба и Такэси Обата положительно отзывались о фильме.
В мае 2017 года было объявлено, что Адам Вингард сядет в режиссёрское кресло предстоящего блокбастера «Годзилла против Конга». В интервью он пообещал «эпическую битву» между Кинг-Конгом и Годзиллой:

Я хочу, чтобы здесь был победитель. Оригинальный фильм был очень классным, но ты чувствуешь себя слегка расстроенным, что фильм не занимает окончательной позиции. Понимаете, люди до сих пор спорят, кто должен был выиграть в оригинальном фильме, так что я хочу, чтобы уходя с этого фильма, они чувствовали себя, типа, «Окей, у нас есть победитель».
Оригинальный текст (англ.)“I do want there to be a winner. The original film was very fun, but you feel a little let down that the movie doesn’t take a definitive stance. People are still debating now who won in that original movie, you know. So, I do want people to walk away from this film feeling like, Okay, there is a winner.”

## Фильмография
- 2010 — Ужасный способ умереть / A Horrible Way to Die — режиссёр
- 2011 — Тебе конец! / You're Next — режиссёр
- 2012 — Азбука смерти / The ABCs of Death — режиссёр
- 2013 — З/Л/О / V/H/S — режиссёр
- 2013 — З/Л/О 2 / V/H/S/2 — режиссёр
- 2014 — Гость / The Guest — режиссёр
- 2016 — Ведьма из Блэр: Новая глава / Blair Witch — режиссёр
- 2017 — Тетрадь смерти / Death Note — режиссёр
- 2021 — Годзилла против Конга / Godzilla vs. Kong — режиссёр
- 2024 — Годзилла и Конг: Новая империя / Godzilla x Kong: The New Empire — режиссёр